# Suchowola (rejon szeptycki)
Suchowola  (ukr. Суховоля), dawniej Rulikówka – wieś na Ukrainie, w obwodzie lwowskim, w rejonie szeptyckim.

## Historia
Przed wojną Rulikówka stanowiła część gromady Świtarzów w gminie Skomorochy w powiecie sokalskim, w województwie lwowskim.
Do 2024 w  rejonie czerwonogrodzkim.